# ゾラン・ザエフ
ゾラン・ザエフ（マケドニア語: Зоран Заев、1974年10月8日 - ）は、北マケドニアの政治家。同国首相を2期（第9・11代）にわたり務めた。中道左派の社会民主同盟党首。2003年からマケドニア議会議員を務め、2005年から2016年までストルミツァ市長を務めた。

## 経歴

### 生い立ち
1974年10月8日に旧ユーゴスラビアのストルミツァで生まれ、高校まで過ごす。スコピエの大学では経済学を学び1997年に卒業。同大学で貨幣経済学の修士号を得た。

### 政界入り

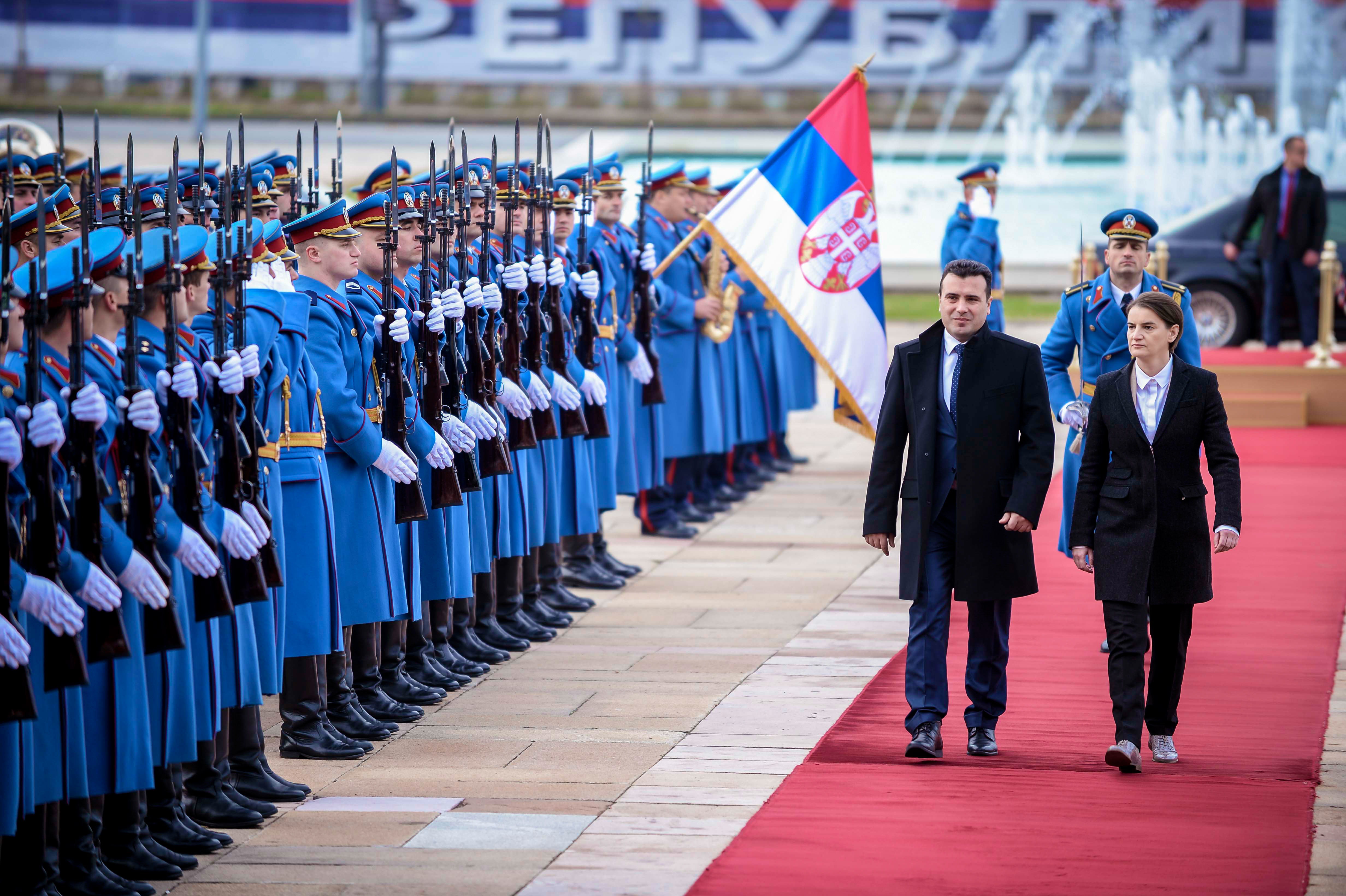
セルビアのアナ・ブルナビッチ首相と（2017年11月21日）

1996年にマケドニア社会民主同盟(SDSM)の党員になったザエフは、党のストルミツァ地域の会長に2度選ばれた。2003年から2005年はマケドニア議会議員に選出された。その後、2006年からは2年間副党首を務める。さらにストルミツァ市長を3期務め、2013年にはブランコ・ツルヴェンコフスキに変えて党首に選ばれた。
2016年のマケドニア議会総選挙でSDSMを大躍進に導き、第2党ながら、第3党の民主統合連合などと連立政権を発足させた。
マケドニアはギリシャと国名をめぐる争いが長期化し、このため欧州連合(EU)や北大西洋条約機構(NATO)への加盟も拒まれる状況となっていた。ザエフはそれまでの強硬姿勢を転換し、ギリシャとの交渉の結果、国名を北マケドニアと変更することで決着。2019年2月にマケドニアは正式に国名を変更したものの、同年10月のEU首脳会議ではフランスによってEU加盟が一旦は拒まれた。これに反発したザエフは2020年1月3日、国民に信を問い直すため首相辞任を表明し、総選挙を4月12日に繰り上げることとした（その後、COVID-19の感染拡大を受け7月15日に延期された）。総選挙を経て、8月13日にステボ・ペンダロフスキ大統領より組閣を要請された。
2021年10月31日に執行された地方選挙で敗北したことを受け、同日のうちにSDSM党首と首相の両方を辞任すると表明。しかし11月9日、政治情勢が安定するまで辞任を延期すると発表した。12月22日に首相を辞任すると改めて表明し、翌23日に議会も辞任を了承した。2022年1月17日に首相を退任した。